# La Brigade (film, 1975)
Pour les articles homonymes, voir La Brigade.
Pour plus de détails, voir Fiche technique et Distribution.
La Brigade est un film français réalisé par René Gilson, sorti en 1975.

## Synopsis
Dans le nord de la France, au cours de l'été 1943, un groupe de francs-tireurs et partisans d'origine polonaise lutte avec efficacité contre l'occupant nazi et ses agents de la collaboration. Les femmes jouent un rôle important dans cette action.

## Fiche technique
- Titre : La Brigade
- Réalisation : René Gilson
- Scénario : René Gilson, d'après Les parias de la Résistance[1] de Claude Lévy
- Photographie : Walter Bal
- Son : Roger Letellier
- Musique : Artie Shaw
- Montage : Chantal Ellia-Gilson
- Pays :  France
- Production : Sofracima
- Distribution : Les Films Molière
- Durée : 108 minutes
- Date de sortie : France - 7 mai 1975

## Distribution
- Brigitte Fossey : Katia
- Jean Bouise : Charles
- Marcel Cuvelier : L'avocat Arnaud
- Jacques Zanetti : Aldo
- André Thorent : L'avocat général Drussaens
- Michel Delahaye : Le rabin
- Jean Valmont : Le commissaire de police
- Andrzej Siedlecki : Stazek
- Edward Wojtaszek : Edouard
- Piotr Szymanowski : Jan
- Jacques Dumur : Marian Lang
- Hélène Vanura : Marie

## Sélection
- Festival de Cannes 1975 (Perspectives du cinéma français)[2]

## Autour du film
La revue Cinéma d'aujourd'hui, après avoir noté dans l'article « Une interprétation sans prix » que Brigitte Fossey aurait mérité un prix « pour la justesse et la sensibilité de son rôle », rappelle que le film faillit obtenir le Prix Jean-Vigo.